# Velká a Malá olšina
Velká a Malá olšina je přírodní rezervace vyhlášená roku 1982. Nachází se jihozápadně od Chlumu u Zbýšova. Důvodem ochrany jsou přírodě blízké jasanovo-olšové lužní lesy svazu Alnion incanae a bohatá populace bledule jarní (Leucojum vernum). Nařízením Kraje Vysočina ze 7. března 2017 byla rezervace znovu vyhlášena, protože původní vyhláška již neodpovídala právnímu stavu a nezahrnovala všechny přírodní fenomény. Opětovně byla rezervace vyhlášena Nařízením Kraje Vysočina ze dne 4. září 2018.

## Popis oblasti
Kromě bledule jarní lze z významných druhů rostlin v chráněné lokalitě jmenovat blatouch bahenní (Caltha palustris), škardu bahenní (Crepis paludosa), řeřišnici hořkou (Cardamine amara), bažanku vytrvalou (Mercurialis perennis), kapraď osténkatou (Dryopteris carthusiana) či skřípinu lesní (Scirpus sylvaticus). V Chlumském potoce žije ohrožená střevle potoční.